# Фрайбурзький університет
Фрайбурзький університет (нім. Albert-Ludwigs-Universität Freiburg) — один з найстаріших університетів Німеччини.
Заснований у Фрайбурзі 21 вересня 1457 року ерцгерцогом Австрії Альбрехтом VI. В університеті проходять навчання близько 21 022 студентів. Він входить до асоціації німецьких університетів German U15.
У м. Констанці в XVII і XVIII ст. як відділення Фрайбурзького університету заіснував Констанцький університет.

## Персоналії університету Фрайбурга
В університеті навчались такі видатні особи як Йоганн Екк, Еразм Роттердамський, Бальтазар Губмаєр, Пауль Ерліх і Конрад Аденауер.
1904 року здобув почесний докторський ступінь в університеті Отто Аммон.

## Факультети
З 2002 року в університеті існують 11 факультетів:
- теологічний
- юридичний
- економічний
- медичний
- філологічний
- філософський
- фізико-математичний
- хімія, фармація й гео-науки
- біологічний
- лісоводство
- технічний